# 1937年6月8日の日食

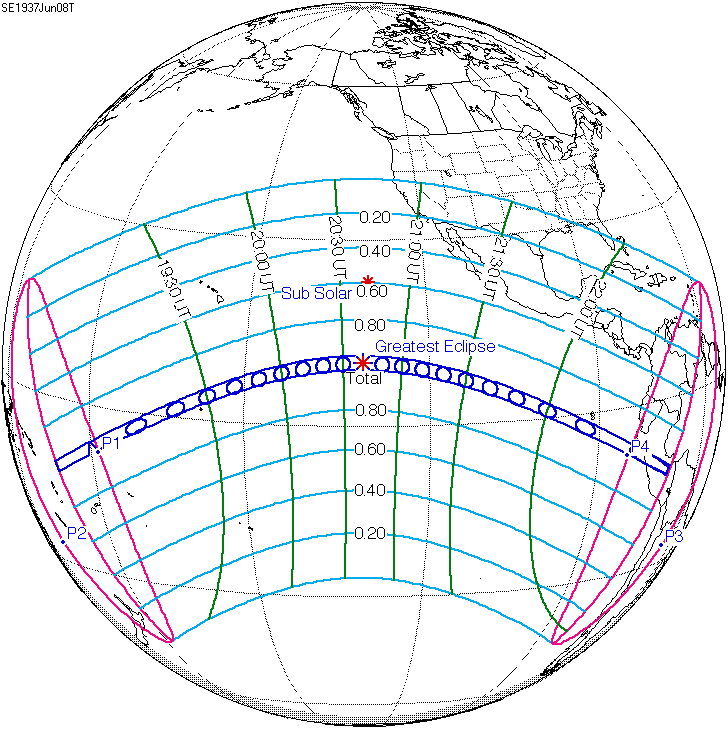

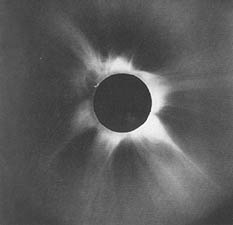
カントン島で見られた皆既日食

1937年6月8日の日食は、1937年6月8日に観測された日食である。イギリス領ギルバートおよびエリス諸島、ペルーで皆既日食が観測され、太平洋の大部分、アメリカ南部、中央アメリカのほとんど、南アメリカの西半分で部分日食が観測された。これは1098年7月1日から1955年6月20日までの間に持続時間の最も長い皆既日食である。紀元前4000年から西暦6000年の1万年間に日食が23740回あり、そのうち6326回は皆既日食である。ただし、1937年6月8日の皆既日食より持続時間のもっと長いのは59回だけである。

## 通過した地域
皆既帯が通過した、皆既日食が見えた地域はイギリス領ギルバートおよびエリス諸島（現在のツバルとキリバスに属する部分）、ペルーだった。
また、皆既日食が見えなくても、部分日食が見えた地域はミクロネシアの東半分、メラネシア東部、ポリネシアのほとんど（ニュージランドの南島とチャタム諸島を除く）、アメリカ合衆国南部、中央アメリカのほとんど（バハマ諸島北部を除く）、南アメリカの北西半分。そのうち大部分が国際日付変更線の東にあり、現地時間の6月8日に日食が見え、残りの部分では6月9日に見えた。

## 観測
アメリカ、イギリス、ニュージーランドなどの国の科学者はフェニックス諸島のカントン島で皆既日食を観測した。アメリカの観測活動はナショナルジオグラフィック協会が、アメリカ海軍が協力した。この皆既日食は3つの重要な特徴がある：
- 持続時間が長く、最大の太平洋東部で7分間を超えた；
- 皆既帯は主に熱帯の島だったが、各観測地は天気に影響されず、全て成功した；
- 皆既日食の前、日食中、日食後の状況は全て無線で外へ送信され、世界各地の人はこの遠く離れた島での観測の進捗状況が把握できた[6][7]。